# Dom (traitement de respect)
Pour les articles homonymes, voir Don et Dom.
Le terme dom ou don est un terme qui se retrouve dans certaines langues romanes (français et portugais pour la forme dom, espagnol mais aussi occitan et italien pour la forme don) une marque de respect particulière. Il provient du terme latin dominus, le maître.
En français, dom est appliqué aux religieux de certains ordres, en particulier les ordres bénédictin et cartusien.

## Domen langue française
En français, le titre dom n'a pas le sens partagé de l'espagnol don et du portugais dom. Il est alors appliqué aux religieux de certains ordres qui, jadis, ne recevaient que des nobles, principalement les Bénédictins, les Chartreux et les Trappistes. Il aurait été primitivement porté par le pape, d'où il passa aux évêques et enfin aux simples moines. Devant les noms de religieux, il s'écrit toujours Dom, avec une majuscule, comme Dom Mabillon, ou Dom Philippe Piron, père abbé de l'abbaye bénédictine de Sainte-Anne de Kergonan (voir Dom Jean Baptiste Gaï).

## Don/doña(Espagne)
La version espagnole (se prononce /ˈdon/, le féminin doña se prononçant /ˈdoɲa/), qui est la plus connue, est une marque de respect castillane qui, en langue espagnole, ne s'emploie que devant un prénom, avec ou sans mention du nom ou des noms de famille (don Alberto Fernández, doña Laura García Pérez, etc.).
Ce sont des dérivés du bas-latin dominus, qui signifie « seigneur ». Cette acception de dominus comme « seigneur » a d'ailleurs été conservée en espagnol parmi les acceptions du mot don lorsque celui-ci n'est pas utilisé en accompagnement d'un prénom mais comme un nom commun. Par exemple, cuatro dones castellanos se traduit comme 'quatre seigneurs castillans', alors que dans le traitement de respect de don Juan Manuel (1282-1348), le terme don, lorsque mentionné en langue française, conserve sa forme espagnole originelle.
Don fut d'abord utilisé au Moyen Âge pour les nobles les plus importants (les « riches-hommes ») de Castille et d'Aragon, avant d'être employé, à l'époque moderne, pour tous les nobles. Il ne s'appliquait d'abord qu'aux princes, aux évêques et aux seigneurs ; par la suite, il fut donné à tout hidalgo.
Dans l'Espagne actuelle, don et doña s'écrivent par défaut avec minuscule initiale et sont des marques de respect qui s'adressent à n'importe quelle personne, qu'elle soit espagnole ou non, qu'elle soit noble ou non, et ce sans distinction d'âge ou de classe économique ou sociale. En revanche, il est admis que ce traitement n'est utilisé que pour des personnes appartenant au monde hispanique. On dira en effet don Mariano Rajoy Brey, président du gouvernement, mais jamais "don François Hollande" ou "doña Angela Merkel".

## Don/donnaen langue italienne
Avec la mainmise, à partir du XVIe siècle, de la monarchie espagnole sur le sud de la péninsule italienne, l'usage de don se répandit dans toute l'Italie. Il est alors employé comme adresse honorifique, utilisée avant le prénom de ceux appartenant à la noblesse italienne (ex. : don Carlo Ruffo di Calabria, donna Paola de' Frescobaldi). Pourtant, l'usage était déjà accrédité avant l'époque de Dante, sous la forme de donno, dérivé de dominus, abrégé ensuite en don. C'est aussi vers le XVIIe siècle que l'usage se répandit de donner du don aux religieux dans les péninsules ibérique et italienne. À noter que le féminin, donna, signifie femme en italien. Depuis le XIXe siècle, le titre de don est utilisé pour toute personne que l'on souhaite honorer. Il est également devenu un titre officiel des parrains de la mafia sicilienne, les capifamiglia.

## Domen langue portugaise
Le portugais dom (féminin dona) est l'exact équivalent du castillan don. C'est par le portugais que ce titre fut connu en français avant le don espagnol. C'est pourquoi les chanoines réguliers du Latran et les moines bénédictins sont encore appelés dom et la pièce de Molière Dom Juan, transcription française de l'original Don Juan. L'opéra de Mozart, Don Giovanni, emploie la traduction italienne du nom du héros de Tirso de Molina, puisque c'est la langue du livret.

## Donen occitan
Le terme don (masculin) et dona (féminin) recouvre en occitan plusieurs sens qui se rapporte au titre de la personne. Contrairement à l'espagnol, le terme s'emploie avant tout devant un nom de famille.
Il s'agit tout d'abord au Moyen Âge de désigner d'abord le seigneur et la dame. Il existe des diminutifs de ce titre notamment au féminin où dona devient na en ancien occitan : ex. Na de Casteldosa. Plus tard, il désigne un grand propriétaire, voire un maître ou maîtresse de maison. Enfin, un sens proche désigne par don ou dona le propriétaire d'un domaine, souvent en zone rurale.

## Source partielle
- Marie-Nicolas Bouillet  et Alexis Chassang (dir.), « Don » dans Dictionnaire universel d’histoire et de géographie, 1878 (lire sur Wikisource)